# Günther Happich
Günther Happich est un footballeur autrichien né le 28 janvier 1952 et mort le 16 octobre 1995.

## Carrière
- 1972-1978 : Wiener Sport-Club  Autriche
- 1978-1980 : Rapid Vienne  Autriche
- 1980-1984 : Wiener Sport-Club  Autriche
- 1984-1985 : First Vienna FC  Autriche

## Sélections
- 5 sélections et 0 but avec l'équipe d'Autriche en 1978.